# Кузиев, Акбар
Акбар Кузиев (р.17 января 1983) — узбекский борец греко-римского стиля, призёр чемпионата Азии.

## Биография
Родился в 1983 году в Самарканде. В 2004 году занял 4-е место чемпионата Азии и 5-е место Гран-при Германии. В 2005 году занял 10-е место чемпионата Азии и 20-е место чемпионата мира. В 2006 году стал бронзовым призёром чемпионата Азии.
В 2010 году вновь выступил на международных соревнованиях, но не очень успешно: завоевал бронзовую медаль Golden Grand Prix в Тбилиси, занял 11-е место на чемпионате Азии и 28-е место на чемпионате мира.